# Arabesque (1966)
Arabesque is een Amerikaanse thriller uit 1966 onder regie van Stanley Donen.

## Verhaal
De egyptoloog David Pollock is betrokken bij een complot tegen een staatshoofd in het Midden-Oosten. Bij zijn pogingen om de aanslag te voorkomen wordt hij geholpen door de knappe Yasmin Azir.

## Rolverdeling
| Acteur           | Personage                   |
| ---------------- | --------------------------- |
| Gregory Peck     | David Pollock               |
| Sophia Loren     | Yasmin Azir                 |
| Alan Badel       | Beshraavi                   |
| Kieron Moore     | Yussef Kasim                |
| Carl Duering     | Hassan Jena                 |
| John Merivale    | Sylvester Pennington Sloane |
| Duncan Lamont    | Webster                     |
| George Coulouris | Ragheeb                     |
| Ernest Clark     | Beauchamp                   |
| Harold Kasket    | Mohammed Lufti              |